# Evert Miedema
Evert Miedema (Kralingen, 10 september 1887 – Utrecht, 19 september 1979) was een Nederlands fotograaf, zanger, beeldhouwer en schilder.

## Leven en werk
Evert Miedema was een zoon van Simon Miedema en Dirkje de Jong. Hij kwam uit een kunstzinnige familie, zijn vader was beeldhouwer, zijn grootvader Rein en oom Johan Miedema waren schilders. Op advies van zijn vader ging Evert naar de Academie van Beeldende Kunsten en Technische Wetenschappen in Rotterdam, waar hij les kreeg van zijn vader, Alexander van Maasdijk, Ferdinand Oldewelt en J.G. Heijberg. Miedema wilde fotograaf worden, hij ging daarom na de academie in de leer bij fotograaf C.A.G. Leyenaar. In 1910 opende hij zijn eigen zaak aan de Oostzeedijk in Rotterdam.
Zanger
Omdat hij in huiselijke kring geregeld positief commentaar kreeg op zijn zang, nam hij zanglessen bij Jacoba de Bijl. Twee jaar later klopte hij aan bij de Haagse zangpedagoge Cornélie van Zanten, die zijn potentie zag en hem aannam als leerling. In 1916 debuteerde de tenor in Das  Lied  von  der  Glocke van Romberg en een jaar later zong hij in zijn eerste opera. Miedema doekte zijn zaak op, om een carrière als beroepszanger te gaan volgen. Hij vertrok naar Londen, waar hij in een aantal films meespeelde. Hij kwam er in aanraking met sir Henry van den Bergh, telg uit de familie van margarinefabrikanten. Hij woonde een jaar in diens huis in Hyde Park en gaf er huisconcerten. Van den Bergh huurde voor hem het theater Wigmore Hall af, waarna zijn carrière een sprong nam. 
In 1922 verbond hij zich aan de Nationale Opera, een jaar later werd hij eerste lyrische tenor bij het Stadttheater van Aussig. Later was hij verbonden aan het Landestheater in Braunschweig en aan de opera in München-Gladbach. Miedema trad op met bekende orkesten, was geregeld op de radio te horen en speelde onder andere mee in stukken als Parsifal (1919), Tannhäuser (1922 en De doge van Venetië (1932). Eind jaren 20 maakte Miedema deel uit van het Jo Vincent Kwartet of Haagsch Vocaal Kwartet, met Jo Vincent (sopraan), Dora Versteegh (alt) en Willem Ravelli (bas), waarmee hij optrad en diverse plaatopnames maakte. In de jaren 30 zong hij met het Van Zantenkwartet, vernoemd naar zijn oud-lerares, met Ankie van Wickevoort Crommelin (sopraan), Jo van de Meent (alt) en Bas de Groot (bariton). Zijn laatste rol, de mannelijke hoofdrol in Wagners Lohengrin, speelde Miedema bij de Vlaamse Opera. Nadat hij na een optreden een hartinfarct kreeg, moest hij op doktersadvies stoppen. In 1934 werd hij docent aan het Rotterdams Conservatorium.
Fotograaf
Miedema pakte na zijn zangcarrière de fotografie weer op en opende in 1938 een zaak aan de Nieuwegracht in Utrecht. Hij richtte zich op portretfotografie en kleurfotografie. Hij sloot zich aan bij het Utrechts Genootschap Kunstliefde. In de jaren 60 sloot hij zijn winkel. Hij trok vervolgens het land door met zijn klankbeelden, waarbij hij dia's vertoonde begeleid door zijn eigen commentaar, muziek en declamaties. Onderwerpen van de klankbeelden waren onder meer 'De vier jaargetijden' en 'De Vecht', zijn laatste klankbeeld 'De gouden draad' vertelde het levensverhaal van Evert Miedema, zijn vader en grootvader. Pas na zijn tachtigste is hij zich intensief met schilderen en beeldhouwen gaan bezighouden.
Evert Miedema overleed kort na zijn 92e verjaardag.

## Beeldmateriaal

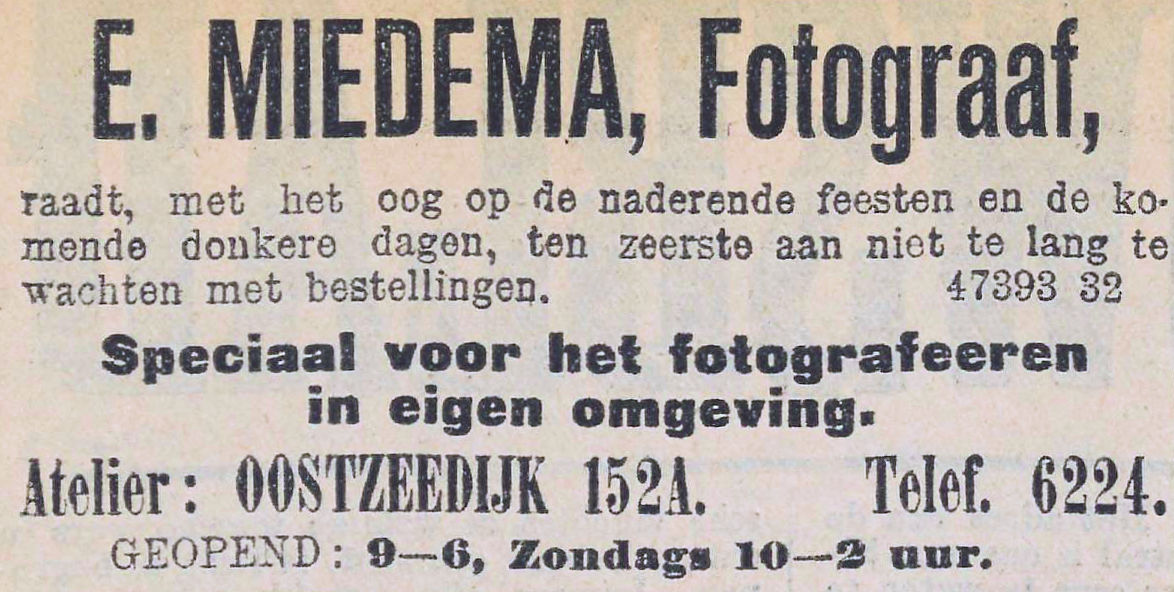
1911: E. Miedema, fotograaf
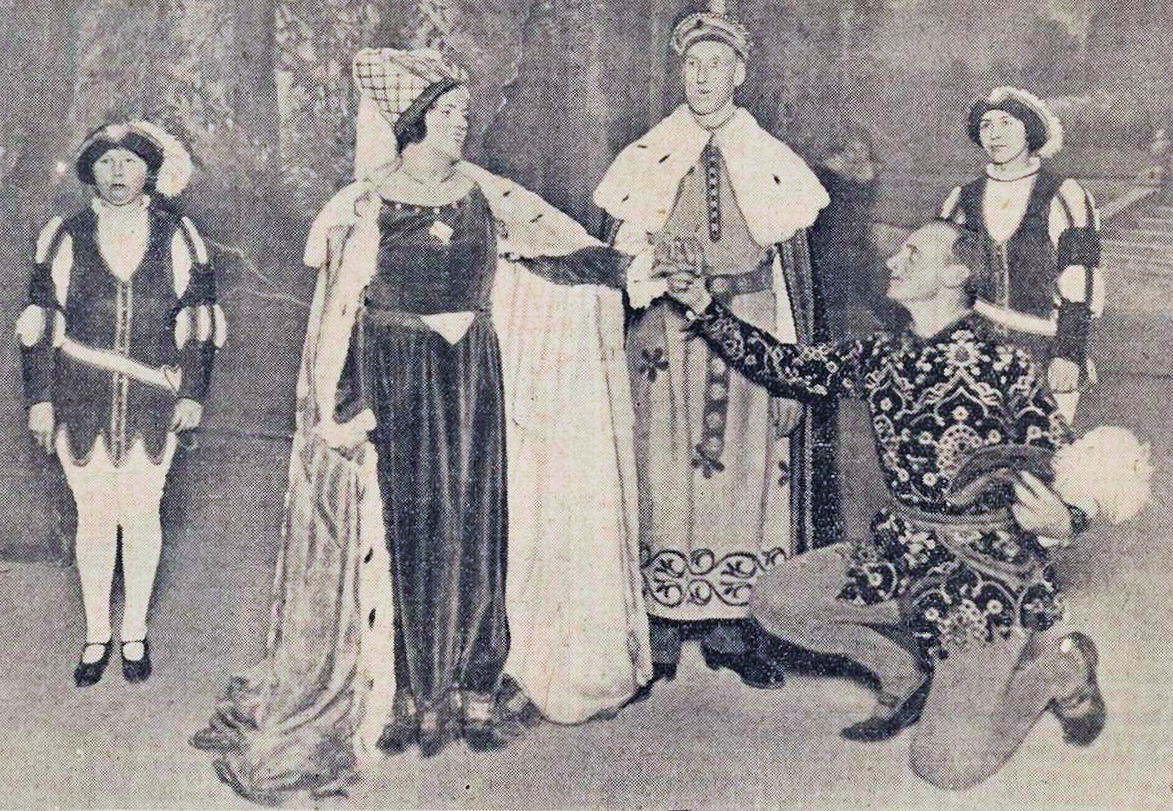
1932: Uitvoering van De doge van Venetië van Johan Wagenaar. Op de foto vooraan Donna Dina (Sophie Haase-Pieneman), naast haar de doge (Willem Herckenrath) en geknield Papiro (Miedema)
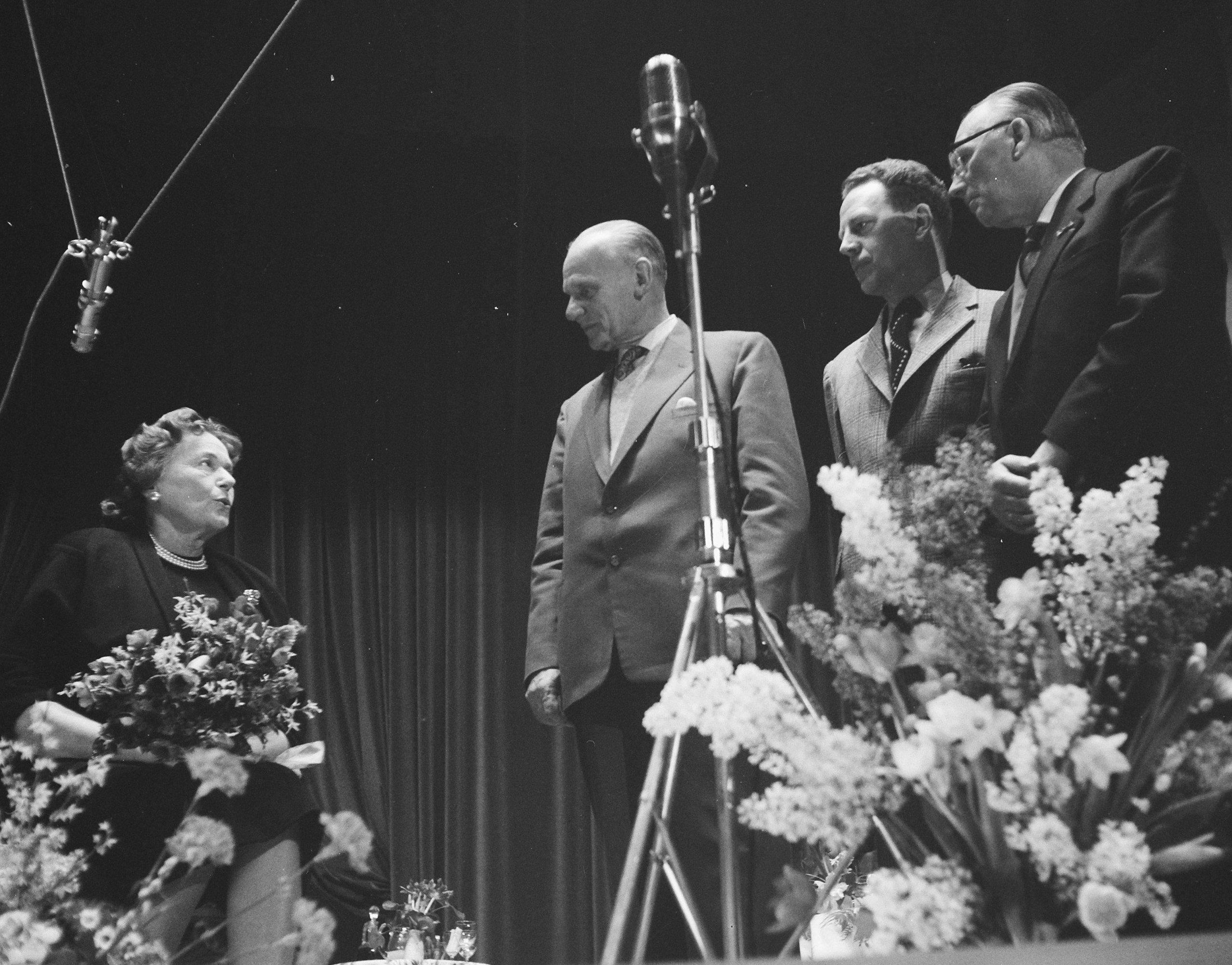
1960: opnames van Dit is uw leven, v.l.n.r. Jo Vincent, Miedema, Bert Garthoff en Willem Ravelli